# Condado de Yellowstone
O Condado de Yellowstone (em inglês:  Yellowstone County) é um condado localizado no estado do Montana nos Estados Unidos. A sede e maior cidade do condado é Billings. Foi fundado em 26 de fevereiro de 1883 e o seu nome provém do rio Yellowstone.
O condado possui uma área de 6 861 km², dos quais 6 820 km² estão cobertos por terra e 41 km² por água, uma população de 147 972 habitantes, e uma densidade populacional de 21,7 hab/km² (segundo o censo nacional de 2010). É o condado mais populoso do Montana.